# Joseph Mathurin Fidèle Lesuire
Pour les articles homonymes, voir Lesuire.
 (décembre 2019).
Si vous disposez d'ouvrages ou d'articles de référence ou si vous connaissez des sites web de qualité traitant du thème abordé ici, merci de compléter l'article en donnant les références utiles à sa vérifiabilité et en les liant à la section « Notes et références ».
Joseph Mathurin Fidèle Lesuire, né à Rennes le 26 mai 1764 et mort à Paris le 19 avril 1832, est un général français de la Révolution et de l’Empire.

## Ancien Régime
Le 18 novembre 1778, il s’engage dans la marine, et fait sur le vaisseau du roi le Réfléchi, en qualité de pilotin et de timonier, les campagnes de la Grenade et de Savannah.
De 1779 à 1781, il sert dans l'armée navale envoyée dans les Indes occidentales, sous les ordres des amiraux d’Estaing et Lamotte-Picquet, au secours des Américains insurgés. Le 18 janvier 1788, il passe à l'armée de terre et entre en qualité de dragon dans le régiment de Bourbon.

## Révolution française
Congédié par ancienneté le 4 janvier 1790, il reprend du service le 12 mai 1792 comme sous-lieutenant à la 84e demi-brigade d’infanterie, et parvient au grade de lieutenant le 10 octobre de la même année. Le 26 janvier 1793, il est atteint dans un combat contre les Espagnols, d'une balle qui lui traverse la cuisse droite, et d'un coup de sabre qui lui traverse obliquement l'avant-bras. Le 19 juin suivant il passe à l'état-major de l'armée de Saint-Domingue, en qualité d'adjoint aux adjudants-généraux, et le 2 juillet de la même année le général Lasalle, gouverneur des îles françaises de l'Amérique sous-le-vent, le nomme capitaine de grenadiers au 84e régiment de ligne.
Il se distingue pendant cette période, et son nom est toujours mentionné honorablement. Le citoyen Santhonax, commissaire de la République, délégué dans ces îles, le nomme adjudant-général chef de brigade le 22 vendémiaire an II (13 octobre 1793). Le général Lavaux, gouverneur de Saint-Domingue, l'élève au grade de général de brigade le 4 fructidor de la même année (21 août 1794). Le 26 frimaire an VII (16 décembre 1798), il rentre en France, et est envoyé le 23 messidor (11 juillet 1799), à l'armée des Alpes.
À peine arrivé, le général Lesuire débloque Fenestrelle, enlève Pignerol, s'empare de tous ses magasins, et chasse les Austro-Russes jusqu'auprès de Turin. Ensuite, par une marche rapide, il se réunit au corps qui se trouve à Reilles[Où ?], reprend sur l'ennemi l'importante place de Suse, et rétablit sa communication avec la vallée de la Maurienne. Quelques jours après, le général Championnet l'appelle auprès de lui à Coni, et l'emploie dans tous les combats et batailles qui ont lieu en avant de cette place jusqu'à l'évacuation totale du Piémont.
Le 13 brumaire an VIII (4 novembre 1799), sa brigade prend aux Autrichiens la seule pièce de canon qu’ils perdent à la bataille de Genola. Le 12 prairial (1er juin 1800), lors de la retraite des Autrichiens du pays de Nice, Lesuire, sous les ordres de Masséna, enlève à l'ennemi les redoutes du camp des Fourches et lui fait 1 000 prisonniers. Le (6 juin 1800) il fait prisonnier un Hongrois au combat de Ponte-di-Nave.
Le 4 nivôse an IX (25 décembre 1800), la brigade de Lesuire se  distingue particulièrement à la bataille de Pozzolo, où elle charge l'ennemi et lui enlève à la baïonnette 2 pièces de canon et le village. Le lendemain 5 nivôse (26 décembre), cette même brigade, sous le général Brune, s'empare après un combat acharné, de la fameuse redoute de Borghetto, défendue par 7 bouches à feu. Dans cette affaire 2 bataillons autrichiens mettent bas les armes. Dans son rapport le général Gazan cite ce fait d'une manière toute particulière.
Les 19 frimaire et 25 prairial an XII (11 décembre 1803 et 14 juin 1804) , Lesuire est fait chevalier, puis commandeur de la Légion d'honneur, et employé dans la 25e division militaire le 21 octobre 1806.
Lesuire, après avoir servi avec la plus grande distinction dans l'armée de réserve, sous Kellermann, et dans les 5e et 15e divisions militaires, est créé baron de l'Empire, sous le nom de Bizy, le 12 novembre 1811.
Il passe aux armées du Rhin et d'Allemagne en 1809, obtient sa retraite le 6 août 1811, reçoit la croix de Saint-Louis le 20 août 1814, et meurt le 19 avril 1832.

## Armoiries
| Figure | Blasonnement |
|        | Armes du baron Joseph Mathurin Fidèle Lesuire et de l'Empire Coupé : au I, parti d'azur à deux drapeaux d'argent montés d'or passés en sautoir surmontés de deux molettes du même et du quartiers des barons militaires de l'empire ; au II d'or à trois chevrons de gueules accompagnés en chef de deux étoiles d'azur et en pointe d'une ancre de sable. Ou Coupé : au I, parti d'azur à deux drapeaux d'argent montés d'or passés en sautoir surmontés d'une molette du même et du quartiers des barons militaires de l'empire ; au II d'or à trois chevrons de gueules accompagnés en chef de deux étoiles d'azur et en pointe d'une ancre de sable. |